# Promenadenlift

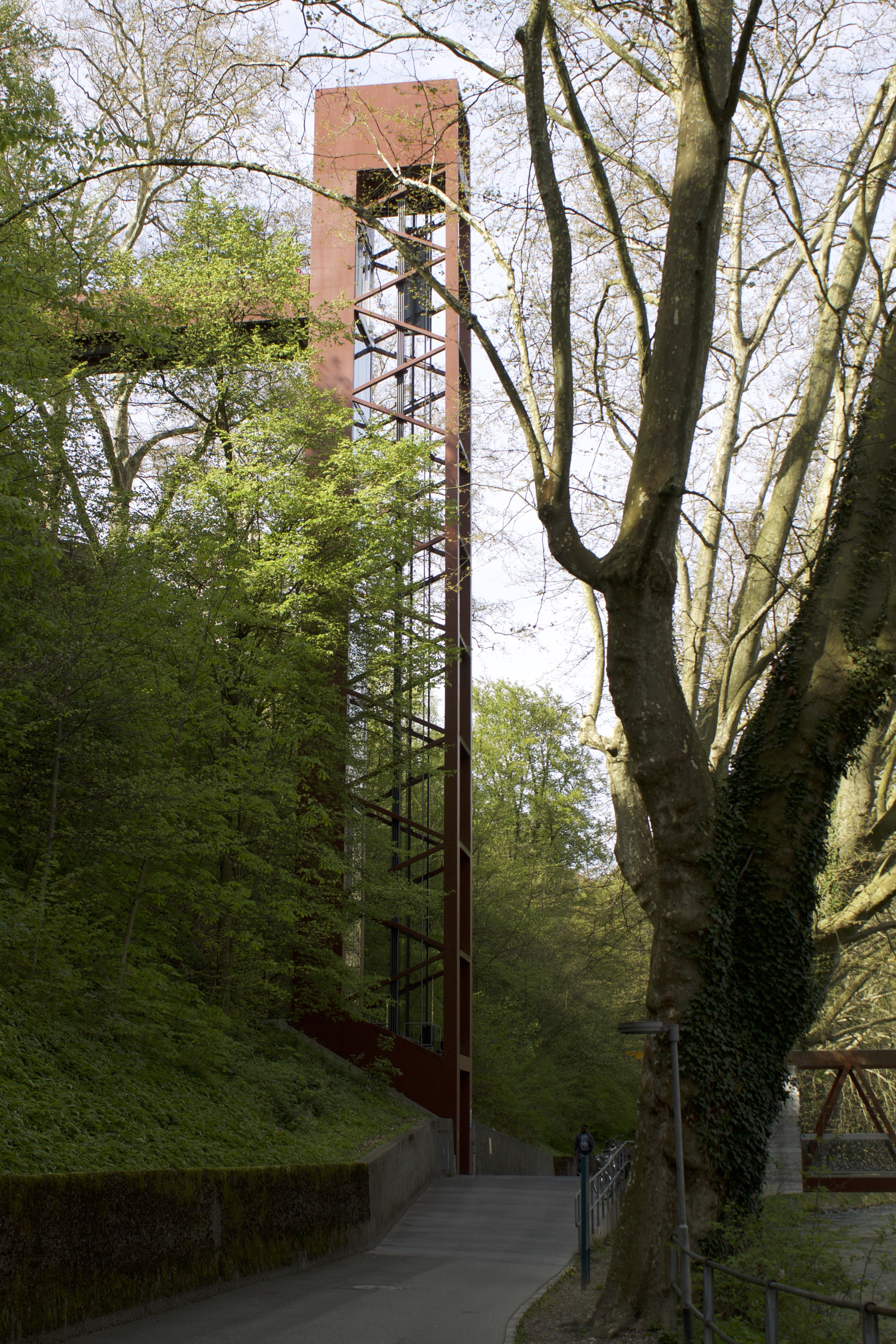
Promenadenlift

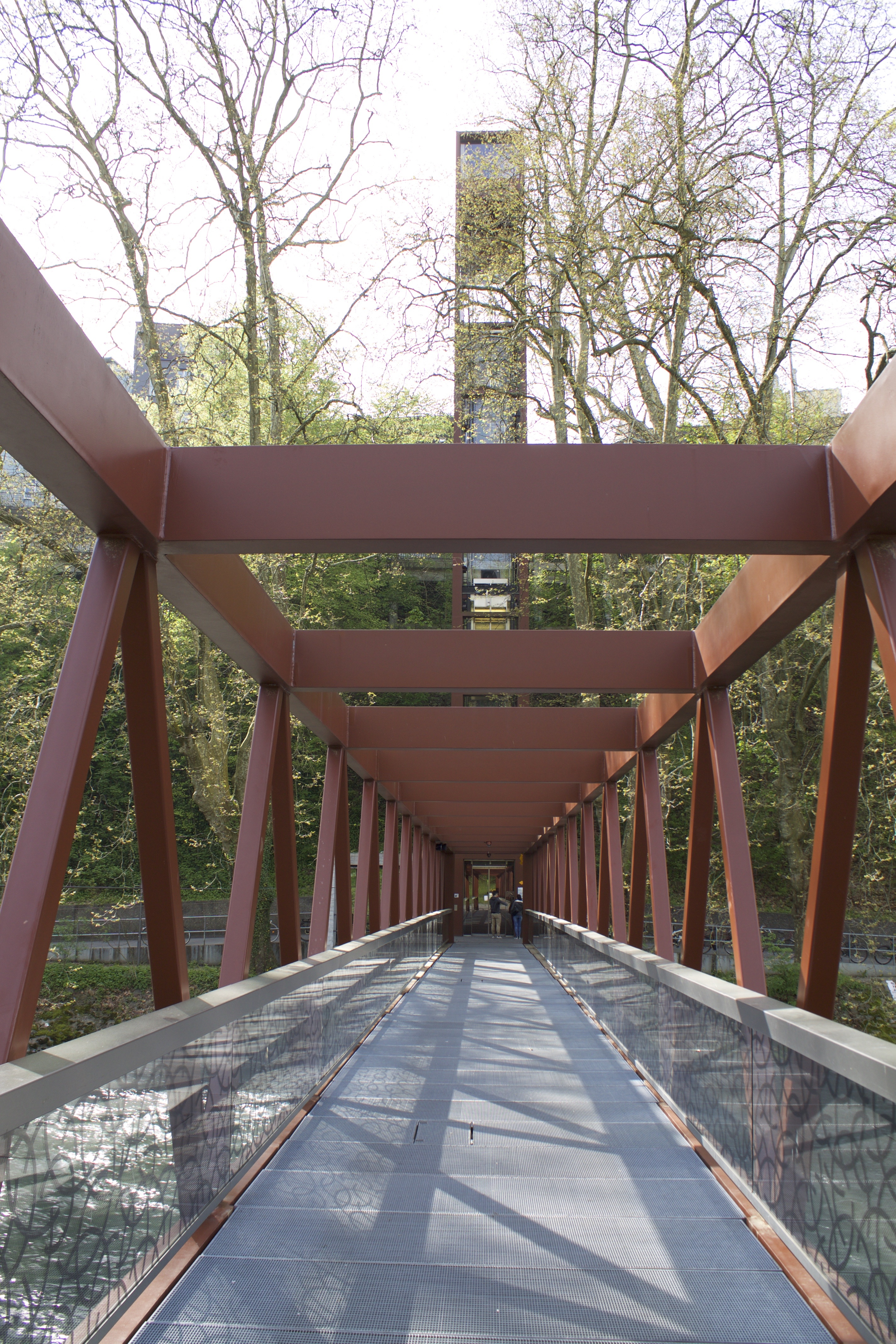
Steg und Lift

Der Promenadenlift ist ein öffentlicher Personenaufzug in Baden im Kanton Aargau. Er führt vom Bahnhofplatz hinunter zur Limmatpromenade und überwindet dabei einen Höhenunterschied von 27 Metern. Zusammen mit einem unmittelbar daran anschliessenden Steg über die Limmat ermöglicht er eine direkte Fussgängerverbindung zwischen dem Bahnhof Baden und dem südlichen Teil von Ennetbaden.

## Beschreibung
Die Fussgängerverbindung zwischen Baden und Ennetbaden besteht aus drei vorgefertigten Stahlkonstruktionen, die mit Warren-Fachwerk, abgestuften Vierendeelträgern und volumenbildenden Blechträgern eine gestalterische und architektonische Einheit bilden. Vom südlichen Ende des Bahnhofplatzes, der im Rahmen dieses Projekts um zwölf Meter verlängert worden war, führt eine 12 Tonnen schwere Passerelle mit einer Spannweite von 16,25 m zum Liftturm und gleicht dadurch die Horizontale des Steilhangs aus. Durch die Trägerhöhe von 1,60 m ist es möglich, die Träger gleichzeitig als Geländer zu nutzen. Auf diese Weise konnte auf eine zusätzliche Geländer- und Handlaufkonstruktion verzichtet werden.
Der Liftturm ist 35,57 m hoch, seine Aussenabmessungen betragen 4,90 × 3,10 m. Prägend sind die zwei vertikalen Fachwerkträger mit Queraussteifungen sowie der Sockel aus Ortbeton. Die beiden Träger sind je 24 Tonnen schwer, die Querschnitte der Gurte nehmen zur Turmspitze hin ab. Zusammen mit den hinteren Querträgern bilden die Gurte eine Nottreppe. Verglasungen trennen sie vom eigentlichen Aufzugsschacht. Die Liftkabine ist fast drei Meter hoch, der Motorenraum befindet sich zuoberst im Turm.
Am unteren Ende des Lifts führen Wege in drei Richtungen: nordwärts zum Bäderquartier, südwärts in Richtung Altstadt, ostwärts über die Limmat nach Ennetbaden. Der 52 Tonnen schwere Steg über den Fluss präsentiert sich als einfacher Balken. Seine Spannweite beträgt 51,82 m, bei einer Höhe von 3,80 m und einer Breite von 3,10 m. Auch hier bilden zwei Fachwerkträger die tragenden Elemente, mittels Querträger sind sie in der Unter- und Obergurtebene miteinander verbunden. Auf zwei sekundären Längsträgern in der Untergurtebene liegt der Gehweg aus Gitterrosten auf. Die Widerlager bestehen ebenfalls aus Ortbeton.
Der Promenadenlift ist rund um die Uhr für Fussgänger und Radfahrer zugänglich, die Benutzung ist kostenlos. Auf der Ennetbadener Seite des Stegs befindet sich eine Bike-and-ride-Anlage.

## Entwicklung
Baden und Ennetbaden waren lange Zeit nur über die Holzbrücke und die Schiefe Brücke miteinander verbunden. Für viele Fussgänger und Radfahrer bedeutete dies trotz der kurzen Luftliniendistanz einen beträchtlichen Umweg. Ein Projekt aus dem Jahr 1982 sah vor, zwischen dem Bahnhofplatz und der Limmatpromenade eine Standseilbahn zu errichten. Sie wäre 120 Meter lang gewesen und hätte bei einer Steigung von 23 % einen Höhenunterschied von 27 Metern überwunden. Die Bergstation war bei der Treppe vor der reformierten Kirche vorgesehen, ein Steg über die Limmat sollte Ennetbaden anbinden.
2002 präsentierten beide Gemeinden einen Entwicklungsrichtplan für das Bäderquartier und die südlich daran angrenzende Uferzone bis zur Altstadt. 2003/04 suchten sie in einem Gestaltungswettbewerb nach einer Möglichkeit zur Flussquerung in der Nähe des Bahnhofs, die auch den beträchtlichen Höhenunterschied zwischen der Limmatpromenade und dem Bahnhofplatz miteinbezog. Den Zuschlag erhielt das Projekt «FACHMANN» des Architekturbüros Leuppi & Schafroth aus Zürich.
Mitte März 2007 brachte ein Spezialtransporter die bei Zwahlen et Mayr in Aigle vorfabrizierten Elemente hierher. Vom Ennetbadener Ufer aus platzierte ein 500 Tonnen schwerer Raupenkran die Brückenkonstruktion auf die beidseitig vorbereiteten Widerlager. Anschliessend platzierte er die beiden Elemente des Liftturms am gegenüberliegenden Ufer, wo sie miteinander verschweisst wurden. Im April fügte ein 120-Tonnen-Pneukran von der Badener Seite aus die Passerelle ein, im Mai folgten die Montage der Liftkabine und der technischen Ausrüstungen. Die Einweihung des Limmatstegs und des Promenadenlifts erfolgte am 30. Juni 2007.
Baden und Ennetbaden teilten sich die Baukosten von 4,2 Millionen Franken je zur Hälfte, die neue Verbindung verringerte den Fussweg zwischen Ennetbaden und dem Bahnhof von 20 auf zwei Minuten. Das Stahlbau Zentrum Schweiz zeichnete die Steg-Aufzug-Kombination mit dem Prix Acier 2007 aus, der Fachverband Fussverkehr Schweiz mit dem Hauptpreis des Flâneur d’Or 2008. Der Lift wird rund einen Drittel häufiger genutzt als ursprünglich angenommen. Täglich werden durchschnittlich etwa 2500 Nutzer gezählt.